# Yves Boisset
Pour les articles homonymes, voir Boisset.
Yves Boisset, né le 14 mars 1939 dans le 5e arrondissement de Paris et mort le 31 mars 2025 à Levallois-Perret (Hauts-de-Seine), est un réalisateur et scénariste français.
Réputé pour défendre un cinéma à la fois populaire et le plus souvent engagé à gauche durant les décennies 1970 et 1980, Yves Boisset affectionne une certaine spécialité dans les films policiers ou d'action : il met souvent en scène des films critiques contre la politique conservatrice de droite, les dérives policières ou de l'armée, contre le racisme ordinaire ou la calomnie, ou encore représentant une critique acerbe des médias et d'un certain type de télé poubelle commerciale.

## Biographie

### Jeunesse et formation
Yves Félix Claude Boisset naît le 14 mars 1939 dans le 5e arrondissement de Paris. Sa mère est professeure d'allemand et son père professeur de lettres puis inspecteur général de l’Instruction publique. Alors qu'il a 4 ans, sa nourrice l'emmène au cinéma pour la première fois. En entrant dans la salle, il est si terrifié par une scène de fusillade du film Dernier Atout de Jacques Becker (1942) qu'il doit sortir et en fait une jaunisse,. Alors qu'Yves a 8 ans, son frère cadet meurt accidentellement en avalant un médicament pour adultes.
À 15 ans, le réalisateur Claude Autant-Lara lui propose le rôle du jeune homme dans Le Blé en herbe mais son père refuse et menace Autant-Lara de porter plainte pour détournement de mineur.
À 17 ans, alors qu'il est en hypokhâgne au lycée Louis-le-Grand, Yves Boisset quitte le domicile familial car son père apprend qu'il a fait de la figuration dans Les Tricheurs de Marcel Carné. Pour gagner sa vie, il devient journaliste au journal Paris Jour où il couvre les faits divers tout en suivant une licence d'histoire. Il est reçu premier au concours de l'Institut des hautes études cinématographiques (IDHEC) mais abandonne ne supportant pas la discipline ni la répression,,. Passionné de théâtre et de cinéma, Paris Jour lui permet d'interviewer des acteurs et des metteurs en scène. Il rencontre ainsi le réalisateur Yves Ciampi qui lui propose de faire des recherches historiques pour son prochain film Qui êtes-vous, monsieur Sorge ? puis de devenir son assistant,,.
Yves Boisset est champion de France d'athlétisme avec le record du 300 mètres.

### Carrière
Après avoir fait son service militaire en Algérie, Yves Boisset collabore à des revues spécialisées (Cinéma, Midi-Minuit fantastique), tout en écrivant dans l'hebdomadaire Les Lettres françaises, et travaille avec Jean-Pierre Coursodon et Bertrand Tavernier à la première édition (1960) du livre Vingt Ans de cinéma américain. Il devient assistant réalisateur, notamment pour Jean-Pierre Melville (dans L'Aîné des Ferchaux), Claude Sautet (L'Arme à gauche), Sergio Leone (Le Colosse de Rhodes), René Clément (Paris brûle-t-il ?) et est chargé par Stanley Kubrick de rechercher des décors pour 2001, l'Odyssée de l'espace. En 1968, il signe son premier long-métrage de commande et se fait la main comme réalisateur, pour le  populaire film d'action intitulé Coplan sauve sa peau, suite de Coplan ouvre le feu à Mexico sorti en 1966, pour lequel il a déjà été assistant-réalisateur. En 1970, avec la sortie de son premier polar Cran d'arrêt, il entame une œuvre cinématographique bien plus personnelle et engagée.
Dans les années 1970, il incarne un cinéma de gauche,,, s'inspirant souvent d’événements réels : la police (Un condé), l'affaire Ben Barka (L'Attentat), le racisme (Dupont Lajoie) pour lequel il demandera une co-écriture du scénario à Jean-Pierre Bastid et Michel Martens, l'intrusion de la politique dans le judiciaire (Le Juge Fayard dit « le Shériff »). Il est également un des premiers à aborder la guerre d'Algérie (avec R.A.S.).
Considéré comme courageux dans ses prises de positions dans la France des années 1970, le réalisateur exploite des dossiers bien étudiés et documentés, analysant chaque maillon et les rouages des complots mettant en cause services spéciaux, officines clandestines, grand banditisme et autres groupuscules. En 1976, il témoigne dans le documentaire Chantons sous l'Occupation d'André Halimi. Par ailleurs, il fait adapter ou co-adapte plusieurs auteurs reconnus : Jean-Patrick Manchette pour Folle à tuer (1975), Michel Déon avec Un taxi mauve (1977), Marie Cardinal pour La Clé sur la porte (1978), Jean Vautrin pour Canicule (1984), Philippe Djian pour Bleu comme l'enfer (1986).
En 1980, pour défendre des objecteurs de conscience à qui le statut a été refusé, certaines personnalités bravent la loi qui réprime l'hébergement d'un assujetti recherché pour insoumission et le revendiquent. Yves Boisset est partie prenante de cet engagement,,. Durant cette période, il ne réussit pas à obtenir la production de Barracuda, film policier co-écrit avec Jean-Patrick Manchette, ayant pour toile de fond le commerce officiel des armes,. Il subit de nombreuses pressions et finit par réécrire le scénario avec Jean Vautrin pour réaliser Canicule. Son dernier long métrage de cinéma en date est La Tribu, sorti en 1991.
Ensuite, après des échecs commerciaux et une perte de liberté, il se consacre exclusivement à la télévision, avec des réalisations historiques : L'Affaire Seznec (1993), L'Affaire Dreyfus (1995), Le Pantalon (1997) (affaire Lucien Bersot, fusillé pour l'exemple), Jean Moulin (2002), L'Affaire Salengro (2009). Ayant enquêté sur les massacres de membres de l'ordre du Temple solaire (OTS) pour son film Les Mystères sanglants de l'OTS, il est entendu en 2006 comme témoin de la défense lors du procès du chef d'orchestre franco-suisse Michel Tabachnik. Boisset projète de réaliser un documentaire consacré à l'affaire des « torturées d'Appoigny » dite « affaire Dunand » mais il aurait mis fin à ses recherches, du fait de nouvelles pressions.

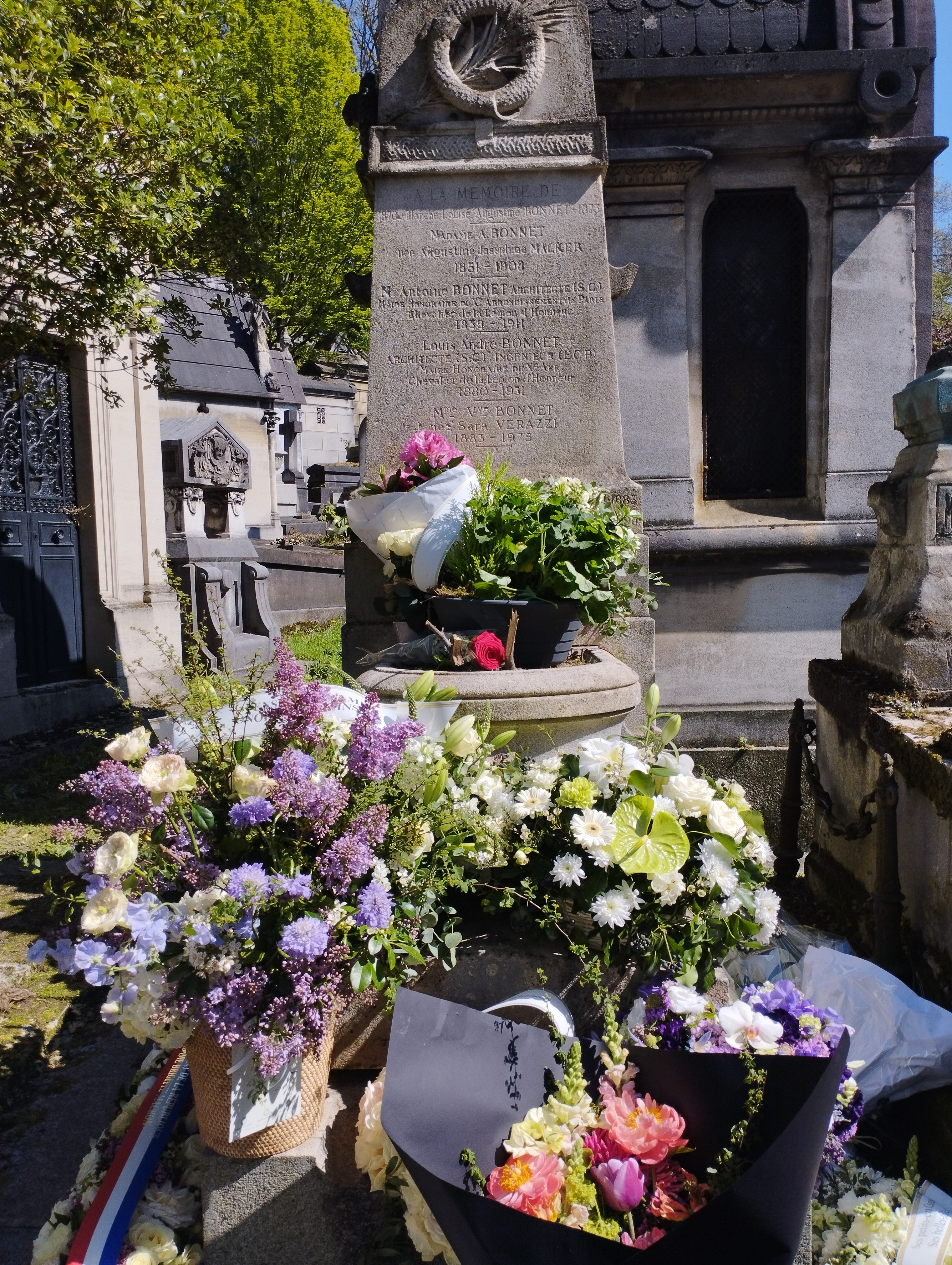
Tombe d'Yves Boisset au cimetière du Père-Lachaise (division 57).

En 2011, il publie son autobiographie La vie est un choix.

### Mort et obsèques
Yves Boisset meurt dans la matinée du 31 mars 2025 à l'âge de 86 ans, à l'hôpital franco-britannique de Levallois-Perret, où il était soigné depuis plusieurs jours.
Ses obsèques ont lieu le 11 avril à l'église Saint-Roch de Paris, suivies par l'inhumation dans le caveau familial maternel au cimetière du Père-Lachaise (division 57, tombe n°2 face à la 58e division et n°46 face à la 4e division), auquel le cinéaste avait par ailleurs dédié un documentaire.

## Caractéristiques du cinéma d’Yves Boisset
Réputé pour défendre un cinéma à la fois populaire et engagé, Yves Boisset affectionne une certaine spécialité dans les films policiers ou d'action, comme Cran d'arrêt (1970) avec Bruno Cremer, Un condé (1970) avec Michel Bouquet et Françoise Fabian, où les rôles féminins sont de premier plan, comme pour Folle à tuer (1975) avec Marlène Jobert, La Femme flic (1980) avec Miou-Miou, Canicule (1984) avec Miou-Miou et Lee Marvin ou encore Bleu comme l'enfer (1986) avec Myriem Roussel et Lambert Wilson. Il met souvent en scène des films critiques contre la politique conservatrice de droite, les dérives policières ou de l'armée, comme avec Le Saut de l'ange (1971) avec Jean Yanne, L'Attentat (1972) avec Jean Seberg, Jean-Louis Trintignant et Michel Piccoli, R.A.S. (1973) avec Jacques Spiesser, Jacques Weber, Le Juge Fayard dit « le Shériff » (1977) avec Patrick Dewaere ou encore Espion, lève-toi (1982) avec Lino Ventura et Michel Piccoli.
Boisset exploite parfois la provocation et l'ironie contre le racisme ordinaire ou la calomnie, dans Dupont Lajoie (1975) avec Jean Carmet, Allons z'enfants (1981) avec Lucas Belvaux et Jean Carmet ainsi que Radio Corbeau avec Claude Brasseur (1989), mais plus rarement, la comédie La Clé sur la porte (1978) avec Annie Girardot ou les films d'action portant une critique acerbe des médias et de la télévision avec Le Prix du danger (1983) avec Gérard Lanvin, Michel Piccoli et Marie-France Pisier. En 1991, toujours très critique envers les milieux d'extrême droite, son dernier long métrage de cinéma La Tribu sort en salles, avec Stéphane Freiss, Catherine Wilkening et Jean-Pierre Bacri.

### Un cinéma engagé
À partir de la fin des années 1960 et durant la décennie 1970, alors que la France est gouvernée par la droite et les conservateurs depuis la fin des années 1940, Yves Boisset s'engage pour défendre un cinéma d'opposition, révélant les dérives contemporaines de la société française ou encore, l'abus de la Raison d'État aux côtés d'autres réalisateurs comme notamment Alain Cavalier, Costa-Gavras, Marcel Ophüls, Joseph Losey, José Giovanni, Paul Vecchiali, Michel Drach, Laurent Heynemann ou Louis Malle.
Après son premier polar âpre et violent intitulé Cran d'arrêt sorti en 1970, son film Un condé réalisé la même année, dénonce la collusion entre les politiciens et le milieu du banditisme, sous le regard complaisant de la police. Une séquence de pure violence d'un policier envers un innocent interprété par Rufus, interrompue par l'irruption d'un jeune enfant, met en évidence que le fonctionnaire se rend compte lui-même de sa bavure et cette mise en situation lui révèle la honte de ses actes. En 1971, avec Le Saut de l'ange, Boisset poursuit sa dénonciation des tares et dérives de la société française des années 1970, sur fond de campagne électorale et de corruption entre le monde politique et « le milieu » corse ou marseillais.
Pour son premier « film dossier » L'Attentat en 1972, Boisset choisit Michel Bouquet déjà acteur dans Un condé, pour camper cette fois-ci, le rôle d'un avocat compromis dans le complot d'État visant à faire abattre et éliminer Ben Barka renommé « Sadiel » dans le film, futur dirigeant de l'Algérie alors que son indépendance s'approche. Boisset dépeint un univers de banlieue délabrée, aux conditions sociales dégradées et à la misère sociale conduisant ses habitants à diverses dérives.

### Censure, menaces et pressions
Au cours de sa carrière, le cinéaste a maille à partir avec les milieux d'extrême droite, l'institution militaire, les gouvernements et divers groupuscules répressifs, ce qui fait de lui le cinéaste le plus censuré de la Cinquième République. Dès Un condé en 1970, le ministre de l'Intérieur Raymond Marcellin interdit le film pendant 6 mois, fait supprimer certains dialogues et couper 12 minutes,. Après L'Attentat, Boisset subit notamment ce type de pressions en 1973, pour son film R.A.S.. Pour la deuxième fois avec R.A.S., le réalisateur reprend le thème de la guerre d'Algérie et de ses dérives, également aussi traité par et L'Insoumis d'Alain Cavalier en 1964 et par René Vautier dans Avoir vingt ans dans les Aurès, en 1972. Antimilitariste, le film à charge contre l'armée française de l'époque permet tout autant de mesurer la brutalité des fellagas. Boisset donne à Jean-Pierre Castaldi et surtout à Jacques Villeret de donner toute leur humanité dans leurs personnages de jeunes appelés ou engagés. Le film subit la censure d'une scène, évoquant la torture organisée par l'encadrement militaire. Malgré les pressions de l'extrême droite et l'attaque de l'armée française, Yves Boisset est même agressé en bas de son domicile, le film parvient toutefois à sortir mais seulement en plein mois d'aôut. Il crée toutefois la polémique ainsi qu'une bon relais dans la presse et obtient un succès immédiat à sa sortie, avec 1,3 million de spectateurs.
En 1975, Dupont Lajoie défraye à nouveau la chronique et déclenche de vives réactions car Boisset dénonce une société prête à se faire justice elle-même, en accusant les immigrés, alors qu'en réalité, le véritable violeur et meurtrier est un bon père de famille franchouillard et raciste, interprété par Jean Carmet. Sous prétexte de violence et de séquences sexuelles, le film subit la censure et doit notamment être classé interdit aux moins de 18 ans avec strictes restrictions lors de sa promotion. Lors du tournage et à sa sortie, des bagarres et des intimidations sont organisées par l'extrême droite. Pour ce long-métrage, le cinéaste remporte toutefois l’Ours d'argent au Festival de Berlin.
Dès le tournage du film Le Juge Fayard dit « le Shériff », le réalisateur et son équipe de production subissent d'intenses pressions et intimidations, notamment du Service d'action civique qui intervient pour le compte de la droite au pouvoir; ainsi, s'inspirant ouvertement de l'affaire concernant l'assassinat du juge Renaud, la ville de Lyon interdit le tournage sur place, sous prétexte que « Les services de police ne seraient pas à même d’assurer la sécurité du tournage ». De plus, la veille de la sortie du film, une décision de justice exige que toute référence au Service d’Action Civique (SAC) soit supprimée du film. Aussitôt, le cinéaste et son monteur interviennent dans les 17 salles devant projetter le film et poinçonnent manuellement la pellicule, chaque fois que le mot « SAC » est exprimé dans les dialogues. Mais l'effet est inverse qu'attendu par les autorités car les spectateurs avertis, au moment où un bip interrompt les dialogues, s'écrient dans la salle : « SAC ! », une nouvelle censure qui au contraire, bénéficie au succès du film. Durant le tournage d’Un taxi mauve sorti en 1977, Boisset subit des réactions et menaces de milieux politiques conservateurs et extrémistes, notamment ceux du SAC, jusqu'au début des années 1980.

### Années 1980: d'autres combats
Après la douce et conviviale comédie sortie en 1978 La Clé sur la porte, le cinéaste signe en 1980, le film La Femme flic, interprété par Miou-Miou. S'inspirant de l'Affaire Jacques Dugué survenue deux ans plus tôt, Yves Boisset choisit de dénoncer les compromissions pouvant exister entre notables locaux et diverses protections de criminels pédophiles, sous couverture politique. Le film est un succès et est classé parmi les 15 premiers films au box office mais la critique n'est pas aussi tendre que pour ses films antérieurs. Pour Allons z'enfants sorti en mars 1981, Yves Boisset renoue avec le cinéma engagé et propose un long-métrage sur le militarisme d'une certaine époque d'avant guerre. Ce film préféré du réalisateur et qu'il considère comme le plus personnel, n'obtient pas le succès escompté.
En 1982, Boisset réalise Espion, lève-toi, un suspense traitant de services secrets, de corruption politique et de meurtres commandités par l'État. La même année, il tourne Le Prix du danger avec Gérard Lanvin. Patrick Dewaere initialement choisi s'est désisté pour tourner Édith et Marcel de Claude Lelouch,. Le film d'action suscite une très vive critique contre les dérives des grands médias, de la télévision-spectacle pour faire à tout prix, de l'audience.

### Accueil, récompenses et critiques
Le cinéaste est récompensé au Festival international du film de Moscou 1973, à la Berlinale 1975 d'un Ours d'argent, mention du prix Interfilm, prix du jury des lecteurs du Berliner Morgenpost pour Dupont Lajoie et reçoit le prix Louis-Delluc 1976 pour Le Juge Fayard dit « le Shériff ».
Son travail pour la télévision est également honoré par deux 7 d'or : en 1994 pour L'Affaire Seznec et en 1997 pour Le Pantalon. En 2002, il est récompensé au FIPA et reçoit le prix du meilleur scénario pour Jean Moulin.

## Filmographie

### Assistant-réalisateur au cinéma
- 1959 : Le vent se lève (Il vento si alza) d'Yves Ciampi
- 1961 : Qui êtes-vous, monsieur Sorge ? d'Yves Ciampi
- 1961 : Le Colosse de Rhodes (Il colosso di Rodi) de Sergio Leone
- 1962 : Liberté 1 d'Yves Ciampi
- 1963 : L'Aîné des Ferchaux de Jean-Pierre Melville
- 1965 : L'Arme à gauche de Claude Sautet
- 1966 : Un monde nouveau (Un mondo nuovo) de Vittorio De Sica
- 1966 : Paris brûle-t-il ? de René Clément
- 1966 : Roger La Honte (Trappola per l'assassino) de Riccardo Freda
- 1966 : Coplan ouvre le feu à Mexico (Moresque - Obiettivo allucinante) de Riccardo Freda
- 1967 : Quand l'heure de la vengeance sonnera (La morte non conta i dollari) de Riccardo Freda[51]

### Réalisateur

#### Cinéma
- 1968 : Coplan sauve sa peau
- 1970 : Cran d'arrêt
- 1970 : Un condé
- 1971 : Le Saut de l'ange
- 1972 : L'Attentat
- 1973 : R.A.S.
- 1975 : Folle à tuer
- 1975 : Dupont Lajoie
- 1977 : Le Juge Fayard dit « le Shériff »
- 1977 : Un taxi mauve
- 1978 : La Clé sur la porte
- 1980 : La Femme flic
- 1981 : Allons z'enfants
- 1982 : Espion, lève-toi
- 1983 : Le Prix du danger
- 1984 : Canicule
- 1986 : Bleu comme l'enfer
- 1988 : La Travestie
- 1989 : Radio Corbeau
- 1991 : La Tribu

#### Télévision

##### Séries télévisées et téléfilms
- 1966 : Rouletabille (épisode Le Parfum de la dame en noir)
- 1979 : Histoires insolites (épisode La Stratégie du serpent)
- 1988 : Médecins des hommes (épisode Les Karens, le pays sans péché)
- 1988 : Série noire (épisode La Fée Carabine)
- 1989 : Le Suspect (téléfilm)
- 1990 : Frontière du crime (Double Identity)(collection Haute tension)
- 1991 : Les Carnassiers (téléfilm)
- 1993 : L'Affaire Seznec (téléfilm)
- 1993 : Chute libre (téléfilm)
- 1994 : Morlock (de) (épisode Le Tunnel)
- 1995 : L'Affaire Dreyfus (téléfilm)
- 1996 : Les amants de Rivière Rouge (mini-série)
- 1997 : La fine équipe (téléfilm)
- 1997 : Une leçon particulière (téléfilm)
- 1997 : Le Pantalon (téléfilm)
- 1999 :  Sam (téléfilm)
- 2001 : Les Redoutables (épisode Poisson d'avril)
- 2001 : Dormir avec le diable (collection Vertiges)
- 2001 : Cazas (téléfilm)
- 2002 : Jean Moulin (téléfilm)
- 2005 : Ils veulent cloner le Christ (téléfilm)
- 2009 : L'Affaire Salengro (téléfilm)
- 2009 : Douze balles dans la peau pour Pierre Laval (téléfilm)

##### Documentaires
- 1992 : Danse avec les ours (pour Envoyé spécial sur France 2)
- 2006 : Les Mystères sanglants de l'OTS (pour Infrarouge sur France 2)
- 2007 : La Bataille d'Alger (pour Infrarouge sur France 2)
- 2016 : Les mystères du Père-Lachaise (TF1).

## Publication
- 2011 : La vie est un choix (mémoires et témoignage), éditions Plon.

## Distinctions

### Récompenses
- Festival international du film de Moscou 1973 : prix d'argent pour L'Attentat
- Berlinale 1975 : Ours d'argent, mention du prix Interfilm, prix du jury des lecteurs du Berliner Morgenpost pour Dupont Lajoie
- Prix Louis-Delluc 1976 pour Le Juge Fayard dit « le Shériff »
- 7 d'or 1994 : meilleur téléfilm, meilleur réalisateur de fiction, meilleur auteur pour L'Affaire Seznec
- 7 d'or 1997 : meilleur téléfilm pour Le Pantalon
- FIPA 2002 : prix du meilleur scénario pour Jean Moulin
- Médaille d'honneur de la ville de Carcassonne (1984)

### Nominations et sélections
- Berlinale 1975 : en compétition pour Dupont Lajoie
- Festival de Cannes 1977 : en compétition pour Un taxi mauve
- International Emmy Awards 2003 : meilleure mini-série ou meilleur téléfilm pour Jean Moulin